# Easton (Pensilvânia)
Easton é uma cidade localizada no estado norte-americano de Pensilvânia, no Condado de Northampton.

## Demografia
Segundo o censo norte-americano de 2000, a sua população era de 26.263 habitantes.
Em 2006, foi estimada uma população de 26.209, um decréscimo de 54 (-0.2%).

## Geografia
De acordo com o United States Census Bureau tem uma área de
12,0 km², dos quais 11,0 km² cobertos por terra e 1,0 km² cobertos por água. Easton localiza-se a aproximadamente 97 m acima do nível do mar.

## Localidades na vizinhança
O diagrama seguinte representa as localidades num raio de 8 km ao redor de Easton.